# Augaptilina scopifera
Augaptilina scopifera är en kräftdjursart som beskrevs av Georg Ossian Sars 1920. Augaptilina scopifera ingår i släktet Augaptilina och familjen Augaptilidae. Inga underarter finns listade i Catalogue of Life.